# تپه‌های تیر بازار ۱ و ۲
تپه‌های تیر بازار ۱ و ۲ مربوط به دوران‌های تاریخی پس از اسلام است و در شهرستان خرم‌آباد، بخش مرکزی، روستای تیر بازار واقع شده و این اثر در تاریخ ۱۲ بهمن ۱۳۸۱ با شمارهٔ ثبت ۷۱۰۸ به‌عنوان یکی از آثار ملی ایران به ثبت رسیده است.